# Świadkowie Jehowy w Stanach Zjednoczonych
Świadkowie Jehowy w Stanach Zjednoczonych – społeczność wyznaniowa w Stanach Zjednoczonych, należąca do ogólnoświatowej wspólnoty Świadków Jehowy, licząca w 2023 roku 1 233 609 głosicieli, należących do 11 942 zborów. Na dorocznej uroczystości Wieczerzy Pańskiej w 2023 roku zebrało się 2 355 217 osób (ok. 0,7% mieszkańców kraju). Jest to największa wspólnota tego wyznania na świecie oraz jedna z 27 wspólnot Świadków Jehowy na świecie, których liczebność przekracza 100 000 głosicieli.
Działalność głosicieli koordynuje Biuro Oddziału w Patterson. W Warwick znajduje się Biuro Główne Świadków Jehowy wraz z Ciałem Kierowniczym (w latach 1909–2016 znajdowało się w nowojorskim Brooklynie), a w Wallkill Farmy Strażnicy – ośrodek produkujący żywność na potrzeby Towarzystwa Strażnica oraz jego główne centrum poligraficzne. W 2017 roku Świadkowie Jehowy w Stanach Zjednoczonych posiadali 47 Sal Zgromadzeń. Jak wynika z raportu tamtejszej Krajowej Rady Kościołów, Świadkowie Jehowy są jednym z czterech amerykańskich wyznań, które notują wzrost liczebny.

## Historia

### Początki
W roku 1870 Charles Taze Russell razem z niewielką grupką znajomych z Pittsburgha i Allegheny założył klasę studiów biblijnych. Celem tej grupy było studiowanie Biblii oraz zrozumienie jej nauk. Od lipca 1879 roku Charles T. Russell rozpoczął wydawanie czasopisma „Zion’s Watch Tower and Herald of Christ’s Presence” („Strażnica Syjońska i Zwiastun Obecności Chrystusa”), w którym publikował wyniki swoich dociekań. W roku 1880 w północno-wschodniej części Stanów Zjednoczonych działało 30 zborów. W „Strażnicy” z maja i czerwca 1880 roku Russell ogłosił, że zamierza odwiedzić szereg miast w celu zjednoczenia i wzajemnego poznania licznych, ale bardzo rozproszonych czytelników. W 1881 roku rozpoczęła się działalność kolporterów. W 1886 roku odbyło się w Pittsburghu pierwsze, historyczne zgromadzenie. Pierwotnie wyznawcy spotykali się w domach prywatnych, pomieszczeniach gospodarczych lub wynajętych salach wykładowych. Z czasem zaczęto budować proste budynki lub adaptować pomieszczenia na sale, które zapewniały stałą możliwość organizowania zebrań zborowych. Jeden z pierwszych specjalnie wybudowanych w tym celu obiektów powstał w Wirginii Zachodniej w roku 1890. W roku 1889 w Allegheny odbyło się kolejne zgromadzenie, na którym było 225 obecnych, a 22 ochrzczono. Trzy lata później na podobnym zjeździe obecnych było około 400 osób z 20 amerykańskich stanów i z kanadyjskiej prowincji Manitoba. W roku 1893 zgromadzenie odbyło się w Chicago – obecnych było 360 osób, a 70 ochrzczono. W kolejnych latach odbyły się następne zjazdy. W 1895 roku w Kansas jednym z pierwszych wyznawców była Ida Eisenhower – matka późniejszego prezydenta Dwighta Eisenhowera. W 1897 roku zaczęto prowadzić działalność na Alasce.

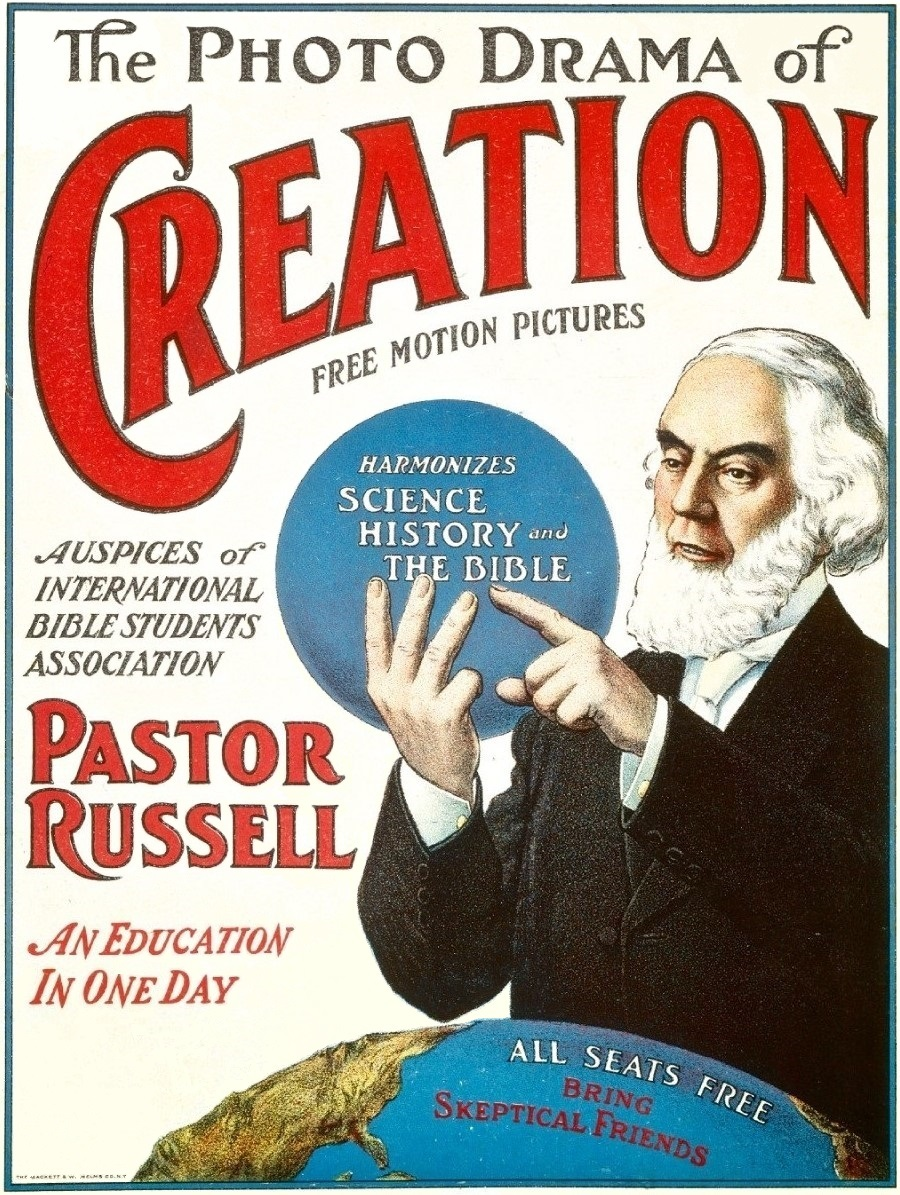
Fotodrama stworzenia

Na początku XX wieku kazania C.T. Russella zaczęły drukować gazety; co tydzień w czterech językach. W 1908 roku były drukowane w 11 gazetach, osiągających łączny nakład 402 000 egzemplarzy. 31 stycznia 1909 roku siedzibę założonego przez C.T. Russella Towarzystwa Strażnica przeniesiono do Nowego Jorku. W roku 1910 kapitan Beams, dowodzący statkiem wielorybniczym, rozpowszechniał literaturę biblijną w portach Alaski, do których zawijał. 15 kwietnia 1912 roku C.T. Russell wygłosił przemówienie w Honolulu na Hawajach, a 5 lutego 1915 roku zorganizowano tam pierwsze zebranie. W 1912 roku C.T. Russell ze współpracownikami przystąpili do realizacji filmu „Fotodrama stworzenia”, którego projekcje – od 11 stycznia 1914 roku odbywały się nie tylko w całym kraju, gdzie obejrzało go ponad 9 milionów widzów, ale też na wszystkich kontynentach. W roku 1914 działało 1200 małych zborów, a kazania publikowało ponad 2 tysiące gazet w Stanach Zjednoczonych, Wielkiej Brytanii, Skandynawii, Afryce Południowej i Australii. Trafiały dzięki temu do około 15 milionów czytelników.

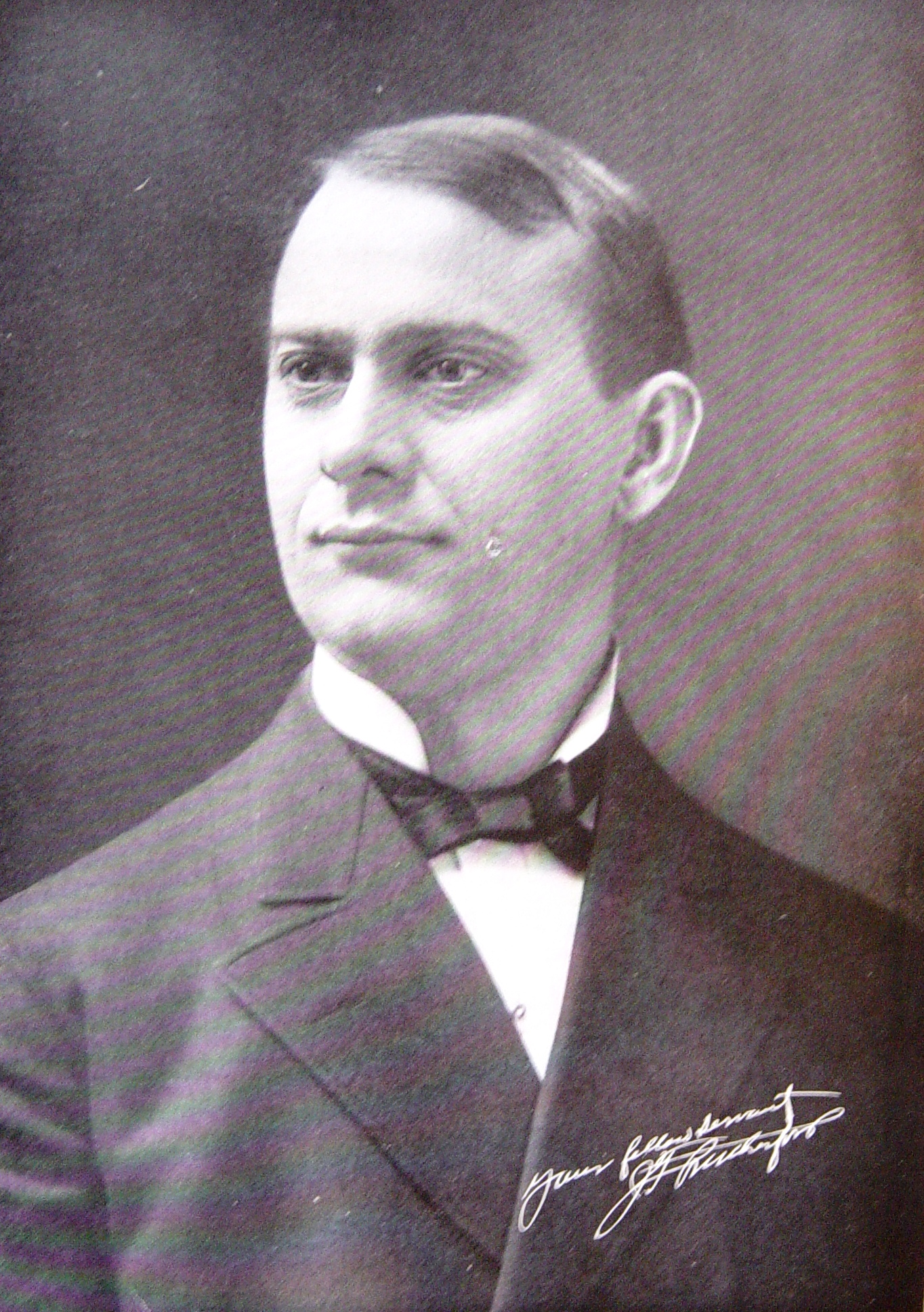
Joseph Franklin Rutherford

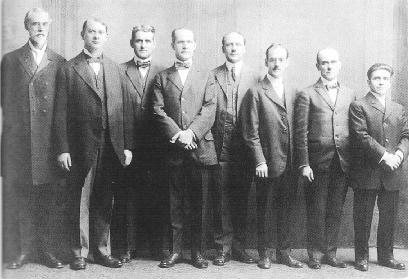
Członkowie zarządu Towarzystwa Strażnica w 1918 roku

Nowym prezesem Towarzystwa Strażnica został w 1916 roku Joseph Franklin Rutherford. W lipcu 1917 roku wydano książkę pt. „Dokonana tajemnica”, która zawierała szereg bardzo krytycznych uwag wobec kleru chrześcijaństwa – publikacja ta została zakazana w Kanadzie i w Stanach Zjednoczonych. Wzrastał też podsycany przez duchowieństwo sprzeciw wobec Badaczy Pisma Świętego. W wyniku ostrej krytyki kleru zawartej w tej i w innych książkach, wydawanych przez Towarzystwo Strażnica, począwszy od 1918 roku wyznawców dosięgła fala ataków. 7 maja 1918 roku decyzją władz federalnych Stanów Zjednoczonych J.F. Rutherford i jego współpracownicy zostali aresztowani i osadzeni w więzieniu federalnym w Atlancie w stanie Georgia. Zostali zwolnieni 25 marca 1919 roku. Od 1 do 8 września 1919 roku w Cedar Point w stanie Ohio odbyło się zgromadzenie Badaczy Pisma Świętego, na którym m.in. ogłoszono wydanie nowego czasopisma pt. „The Golden Age” („Złoty Wiek”, obecnie znane jako „Przebudźcie się!”).
Po wydaniu książki „Dokonana tajemnica” narastał też sprzeciw wewnętrzny. Paul S.L. Johnson oraz czterech członków zarządu odrzucili wybór Josepha F. Ruterforda na stanowisko prezesa. W 1918 roku odłączyli się oni od zborów związanych z Towarzystwem Strażnica i utworzyli konkurencyjną korporację nazwaną Pastoralnym Instytutem Biblijnym, który wkrótce podzielił się na mniejsze grupy.
W roku 1920 w Stanach Zjednoczonych działało 8052 głosicieli oraz 350 pionierów. 16 kwietnia 1922 roku przemówienie Rutherforda było transmitowane z Metropolitan Opera House w Filadelfii przez radio do około 50 tysięcy słuchaczy. Od 5 września do 13 września 1922 roku odbyło się kolejne, 9-dniowe zgromadzenie. W programie zgromadzenia znalazł się punkt, w którym mówca powiedział, że „każdy poświęcony ma obowiązek występować w charakterze publicznego głosiciela Króla i królestwa”. 18-26 sierpnia w Los Angeles odbył się kongres z udziałem 30 tysięcy obecnych. W lipcu 1924 roku zorganizowano konwencję w Columbus w stanie Ohio. Przybyli na nią delegaci z całego świata. Przemówienia wygłoszono w językach arabskim, angielskim, francuskim, greckim, litewskim, niemieckim, polskim, rosyjskim, ukraińskim, węgierskim i włoskim, a także w językach skandynawskich. Część programu nadawano drogą radiową. Gazeta Ohio State Journal publikowała sprawozdanie z każdego dnia. 24 lipca w dniu służby wzięło udział ponad 5000 jej uczestników.
24 lutego 1924 roku nadano pierwszą audycję w radiu WBBR. Dwa lata później powstała druga stacja radiowa – WORD pod Chicago.

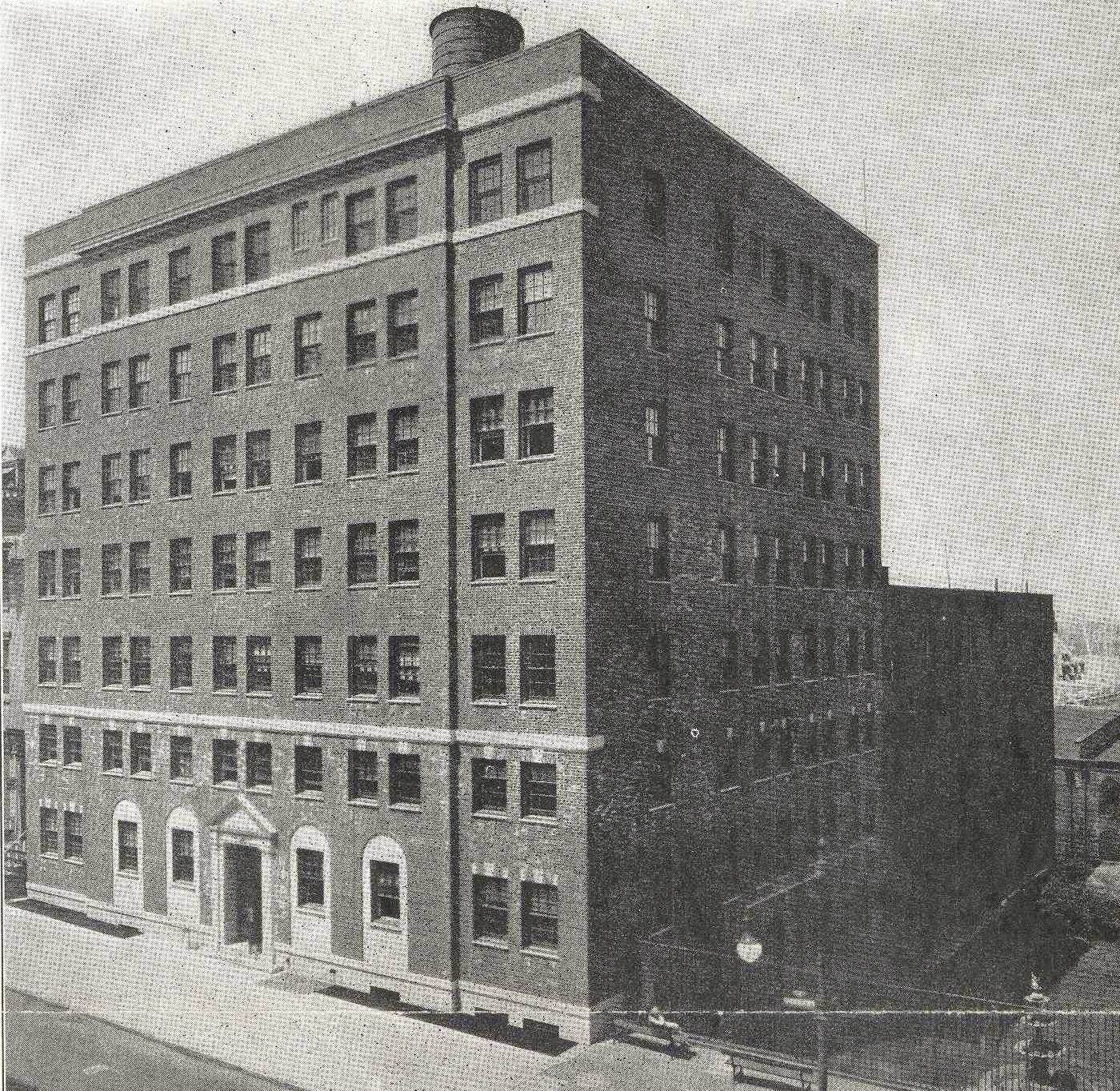
Dom Betel w 1928 roku

Od 1927 roku wzrastała liczba aresztowań ówczesnych Badaczy Pisma Świętego, ponieważ w niedziele organizowali się w grupy, które głosiły ewangelię. Pod koniec lat 20. Frank Day wyruszył na północ, odwiedzając wioski na Alasce, gdzie rozpowszechniał publikacje religijne tego wyznania.

### Rozwój działalności

#### Działalność na Hawajach
W 1934 roku otwarto Biuro Oddziału na Hawajach (funkcjonujące do 2011 roku). W roku 1935 nazwę „Sala Królestwa” zaproponował J.F. Rutherford, gdy był w Honolulu na Hawajach i zalecił zbudowanie sali, w której można by urządzać zebrania. Na archipelagu działało wówczas 12 wyznawców, którzy prowadzili działalność tu już cztery lata, a zapoczątkował ją Joseph Dos Santos, Amerykanin pochodzenia portugalskiego.

#### Kongresy
W 1931 roku w Columbus w stanie Ohio zorganizowano kolejne zgromadzenie, którego część była transmitowana przez należące do Towarzystwa Strażnica radio WBBR, służące nadawaniu audycji o tematyce biblijnej oraz przez 450 stacji radiowych w Ameryce Północnej, Australii i Europie. Właśnie na tym zgromadzeniu – 26 lipca 1931 roku – ogłoszono przyjęcie nazwy „Świadkowie Jehowy”.
W 1946 roku w Cleveland odbył się pierwszy kongres międzynarodowy zorganizowany w jednym mieście. W kongresie tym, pod hasłem „Weselące się narody” uczestniczyło przeszło 80 tysięcy osób, w tym 302 delegatów z 32 krajów, a ochrzczono 2602 osoby.
W roku 1950 zorganizowano na nowojorskim Yankee Stadium kongres międzynarodowy pod hasłem „Rozrost Teokracji”, na którym było obecnych 123 707 osób, w tym delegaci z 67 krajów. Na tym kongresie ogłoszono wydanie Chrześcijańskich Pism Greckich (Nowego Testamentu) w „Przekładzie Nowego Świata”.
W 1951 roku na serii dziewięciu kongresów pod hasłem „Czyste wielbienie” były obecne 93 303 osoby. Rok później zorganizowano serię 35 kongresów pod hasłem „Przyjmy ku dojrzałości”.
W roku 1953 w kongresie międzynarodowym pod hasłem „Społeczeństwo Nowego Świata” na Yankee Stadium w Nowym Jorku uczestniczyło 125 tysięcy osób.
W 1955 roku kongresy międzynarodowe pod hasłem „Tryumfujące Królestwo” odbyły się w Chicago, Dallas, Los Angeles i Nowym Jorku.
Od 27 lipca do 3 sierpnia 1958 roku na dwóch nowojorskich stadionach: Yankee Stadium i Polo Grounds odbył się kongres międzynarodowy pod hasłem „Wola Boża” z udziałem 253 922 delegatów ze 123 krajów, a chrzest przyjęło 7136 osób.
W roku 1959 zorganizowano 22 kongresy pod hasłem „Czuwający słudzy”, na których zgromadziło się 230 566 osób, a ochrzczono 4890 osób.
W roku 1961 międzynarodowy kongres pod hasłem „Zjednoczeni wielbiciele” odbył się w Houston, Milwaukee, Nowym Jorku, Oklahoma City, Omaha oraz w San Francisco.
Okołoziemski kongres międzynarodowy pod hasłemy „Wiecznotrwała dobra nowina” w roku 1963 odbył się w Milwaukee, Nowym Jorku, Honolulu i Pasadenie. W 1965 roku odbył się kongres międzynarodowy pod hasłem „Słowo prawdy”.
Kolejny kongres międzynarodowy, pod hasłem „Pokój na ziemi”, miał miejsce w roku 1969 w Atlancie, Buffalo, Nowym Jorku, Los Angeles, Chicago, Pomonie i Kansas City.
W serii 34 kongresów pod hasłem „Imię Boże”, które odbył się w 1971 roku, uczestniczyło 212 217 osób. W 1972 roku na 80 stadionach zorganizowano serię kongresów pod hasłem „Panowanie Boskie”. Uczestniczyły w nich 795 863 osoby.
W roku 1973 kongres międzynarodowy pod hasłem „Boskie zwycięstwo” został zorganizowany w Albuquerque, Atlancie, Chicago, Detroit, Filadelfii, Hallandale Beach, Hammond, Honolulu, Houston, Inglewood, Jersey City, Kansas City, Los Angeles, Miami, Nowym Jorku, Oakland i Pittsburghu.
W 1974 roku odbyło się 69 czterodniowych kongresów pod hasłem „Boskie zamierzenie”. Liczba obecnych wyniosła 891 819 osób, ochrzczono 22 760 osób. W 1976 roku w 94 kongresach pod hasłem „Święta służba” wzięło udział 974 039 osób, a 10 181 ochrzczono. W 108 kongresach pod hasłem „Rozradowani pracownicy”, które odbyły się w roku 1977, uczestniczyło 958 008 osób.
W roku 1978 spośród 785 051 obecnych na 20 kongresach międzynarodowych pod hasłem „Zwycięska wiara”, ochrzczonych zostało 5539 osób. W zorganizowanych w 1979 roku 93 kongresach pod hasłem „Żywa nadzieja”, liczba obecnych wyniosła 982 585 osób. W 1980 roku w serii 108 kongresów pod hasłem „Miłość Boża” uczestniczyło przeszło 1 034 000 osób, a 9617 zostało ochrzczonych. W roku 1981 na kongresy pod hasłem „Lojalność wobec Królestwa” przybyło 1 057 237 osób, 8734 zostało ochrzczonych. W serii 105 kongresów pod hasłem „Prawda o Królestwie” zorganizowanych w 1982 roku w 9 językach, zgromadziły się ogółem 1 108 022 osoby. W roku 1989 w 133 kongresach pod hasłem „Prawdziwa pobożność” uczestniczyło 1 366 700 osób, a 18 011 ochrzczono.
W 1998 roku zorganizowano kongres międzynarodowy pod hasłem „Boża droga życia”.
W roku 2003 w miastach Honolulu, Houston, Long Beach i Pontiac odbył się kolejny kongres międzynarodowy pod hasłem „Oddajcie chwałę Bogu”.
W roku 2009 na terenie Stanów Zjednoczonych odbyły się kongresy międzynarodowe pod hasłem „Czuwajcie!” w Honolulu, Long Beach i San Diego.
W roku 2011 zorganizowano 390 kongresów pod hasłem „Niech przyjdzie Królestwo Boże!” w 23 językach (obecnie liczba ta wzrosła do 30 języków).
W roku 2014 szesnaście z 24 kongresów międzynarodowych pod hasłem „Szukajmy najpierw Królestwa Bożego!” odbyło się w Stanach Zjednoczonych w: Arlington, Atlancie, Detroit, East Rutherford, Honolulu, Houston, Indianapolis, Landover, Nowym Orleanie i Seattle.
W roku 2015 zorganizowano 449 kongresów regionalnych pod hasłem „Naśladujmy Jezusa!” w 32 językach, a w 2016 roku zorganizowano 451 kongresów regionalnych pod hasłem „Lojalnie trwajmy przy Jehowie!”.
W 2019 roku zorganizowano siedem kongresów międzynarodowych pod hasłem „Miłość nigdy nie zawodzi!” z udziałem delegacji zagranicznych. Odbyły się one w Houston (angielski i hiszpański), Miami (angielski i hiszpański), Saint Louis (w tym delegacja z Polski), Atlancie i Phoenix.
W sierpniu 2024 roku w Filadelfii oraz Tampie odbyły się kongresy specjalne pod hasłem „Głośmy dobrą nowinę!”. Natomiast w sierpniu 2025 roku kongresy specjalne pod hasłem „Prawdziwe wielbienie Boga!” odbędą się w Fort Lauderdale oraz Sacramento.

#### Działalność kaznodziejska
W 1936 roku głosiciele po raz pierwszy zaczęli używać na szeroką skalę plakatów informacyjnych, które noszono głównie w dzielnicach handlowych.
W okresie II wojny światowej tutejsi Świadkowie padali ofiarą ataków – dochodziło do licznych przypadków pobicia i gróźb pozbawienia wolności, często przy bezczynnej i obojętnej lub niechętnej postawie policji oraz sprzecznemu z konstytucją nadużywaniu lokalnych przepisów, które utrudniały działalność kaznodziejską. Mimo to, w dniach od 1 grudnia 1940 roku do 12 stycznia 1941 roku zorganizowano trwającą 43 dni kampanię, w trakcie której jakieś 50 tysięcy głosicieli rozpowszechniło blisko 8 milionów broszur. W roku 1940 używano ponad 40 tysięcy specjalnie przez nich zaprojektowanych, przenośnych gramofonów, rozpoczęto też rozpowszechnianie czasopisma „Pociecha”.
Za obstawanie przy neutralności tysiące trafiło do więzień; za odmowę pełnienia służby wojskowej osadzono w więzieniach federalnych co najmniej 4400 Świadków Jehowy. Pomimo tych przeszkód w latach 1938–1945 grono Świadków Jehowy w Stanach Zjednoczonych powiększyło się przeszło dwukrotnie, a liczba godzin, które poświęcili na publiczną działalność kaznodziejską, wzrosła trzykrotnie.
W 1942 roku Nathan H. Knorr, trzeci prezes Towarzystwa Strażnica, powołał do istnienia Kursy Służby Teokratycznej, które odbywały się w każdym zborze, przygotowując i szkoląc głosicieli do przemówień i głoszenia.
1 lutego 1943 roku otwarto Biblijną Szkołę Strażnicy – Gilead, szkolącą misjonarzy.
W 1950 roku przekroczono w Stanach Zjednoczonych liczbę 110 tysięcy głosicieli, w tym 72 na Alasce i 99 na Hawajach. W Stanach Zjednoczonych zamieszkiwała wówczas około 1/3 wszystkich Świadków Jehowy na świecie.
W latach 1969–1977 Świadkowie Jehowy nagrali ponad 350 audycji radiowych z cyklu Całe Pismo jest pożyteczne, które emitowało 291 rozgłośni w 48 amerykańskich stanach. W 1972 roku odpowiedzialność i nadzór nad ewangelizacją przejęło Ciało Kierownicze.
W 1998 roku przekroczono w Stanach Zjednoczonych (wraz z Alaską i Hawajami) po raz pierwszy liczbę miliona głosicieli.
W 2011 roku na uroczystości Wieczerzy Pańskiej zebrało się 2 563 518 osób (ok. 0,8% mieszkańców kraju).
W listopadzie 2011 roku w Nowym Jorku zapoczątkowano nowy sposób działalności kaznodziejskiej w miejscach publicznych oraz specjalną publiczną działalność kaznodziejską na terenach wielkomiejskich (w 2015 program ten działał w 127 miejscach w 14 największych metropoliach) – obecnie tymi dwoma specjalnymi programami kaznodziejskimi objęto inne kraje świata.
W 2014 roku zanotowano liczbę 1 243 397 głosicieli, a na dorocznej uroczystości Wieczerzy Pańskiej zebrało się 2 505 825 osób (ok. 0,8% mieszkańców kraju). W Palm Coast na Florydzie znajduje się jeden z 17 ośrodków szkoleń biblijnych na świecie.
W 2016 roku w Mira Loma w Kalifornii powstał Regionalny Zespół Wideo. W 2021 roku osiągnięto liczbę 1 255 657 głosicieli.

#### Działalność wśród rdzennych mieszkańców, obcokrajowców i mniejszości etnicznych
Działalność prowadzona jest również w rezerwatach Indian.
Według stanu na 2011 rok w Stanach Zjednoczonych istniało 3052 zborów i 53 grup hiszpańskojęzyczne oraz 690 zborów i grup obcojęzycznych (w tym kilkanaście polskojęzycznych) w przeszło 120 językach. W 2015 roku działało też 8 zborów i 16 grup w rezerwacie Nawahów (ponad 430 głosicieli, w tym około 130 pionierów stałych i 20 pionierów specjalnych).
Na Hawajach miejscowy zespół tłumaczy na język pidżyn hawajski.
W 2015 roku w Chinle powstało Biuro Tłumaczeń, które pomaga Biuru Oddziału w tłumaczeniu publikacji na języki rdzennych Amerykanów – północnoamerykańskich Indian: czirokeski, hopi, lakota i nawaho. Od 2014 roku w języku nawaho organizowane są kongresy regionalne.
Do 1 września 2012 roku Świadkowie Jehowy przeprowadzili ponad 1500 kursów, na których uczono głosicieli 37 języków obcych.
W roku 2014 podjęto regularną działalność kaznodziejską w północnej Alasce. Świadkowie Jehowy głosili tam już od dziesiątków lat, jednak przyjeżdżali tylko na krótko i często ograniczali się do rozpowszechniania literatury biblijnej.
25 września 2021 roku Geoffrey Jackson, członek Ciała Kierowniczego, ogłosił w przemówieniu wydanie Ewangelii według Mateusza w Przekładzie Nowego Świata w języku hmong. W związku z pandemią COVID-19 przygotowano specjalny wirtualny program, który był transmitowany do ponad 2500 osób. Na całym świecie językiem tym posługuje się 277 głosicieli, należących do 7 zborów i 14 grup. Świadkowie Jehowy zaczęli tłumaczyć publikacje na ten język w 2007 roku. W 2012 roku w Sacramento w Kalifornii powstało Biuro Tłumaczeń. W roku 2023 odbył się pierwszy kongres regionalny w języku pensylwańskim.

#### Działalność w amerykańskim języku migowym
Według stanu na 2011 rok w Stanach Zjednoczonych istniało ponad 100 zborów i około 80 grup języka migowego.
14 listopada 2014 roku zespół tłumaczy publikacji na amerykański język migowy przeniósł się do Fort Lauderdale na Florydzie.
15 lutego 2020 roku na specjalnym spotkaniu w Centrum Kongresowym Świadków Jehowy w Palm Beach na Florydzie, członek Ciała Kierowniczego Geoffrey Jackson, ogłosił wydanie całego Pisma Świętego w Przekładzie Nowego Świata w amerykańskim języku migowym. Jest to pierwsza na świecie cała Biblia w języku migowym. W 2020 roku istniało 231 zborów amerykańskiego języka migowego, w których działało około 2300 głuchych.

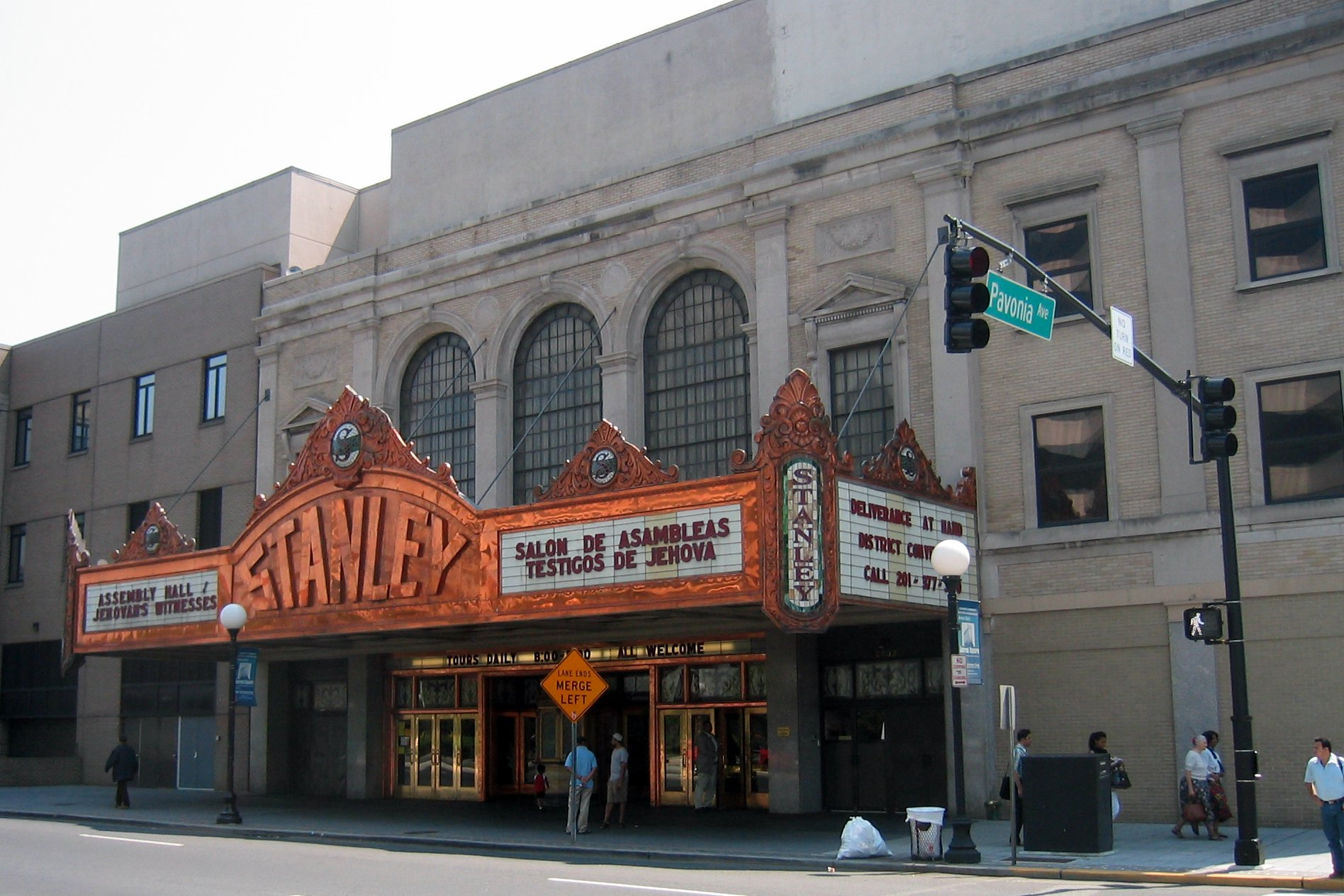
Sala Zgromadzeń w dawnym Teatrze Stanleya w Jersey City

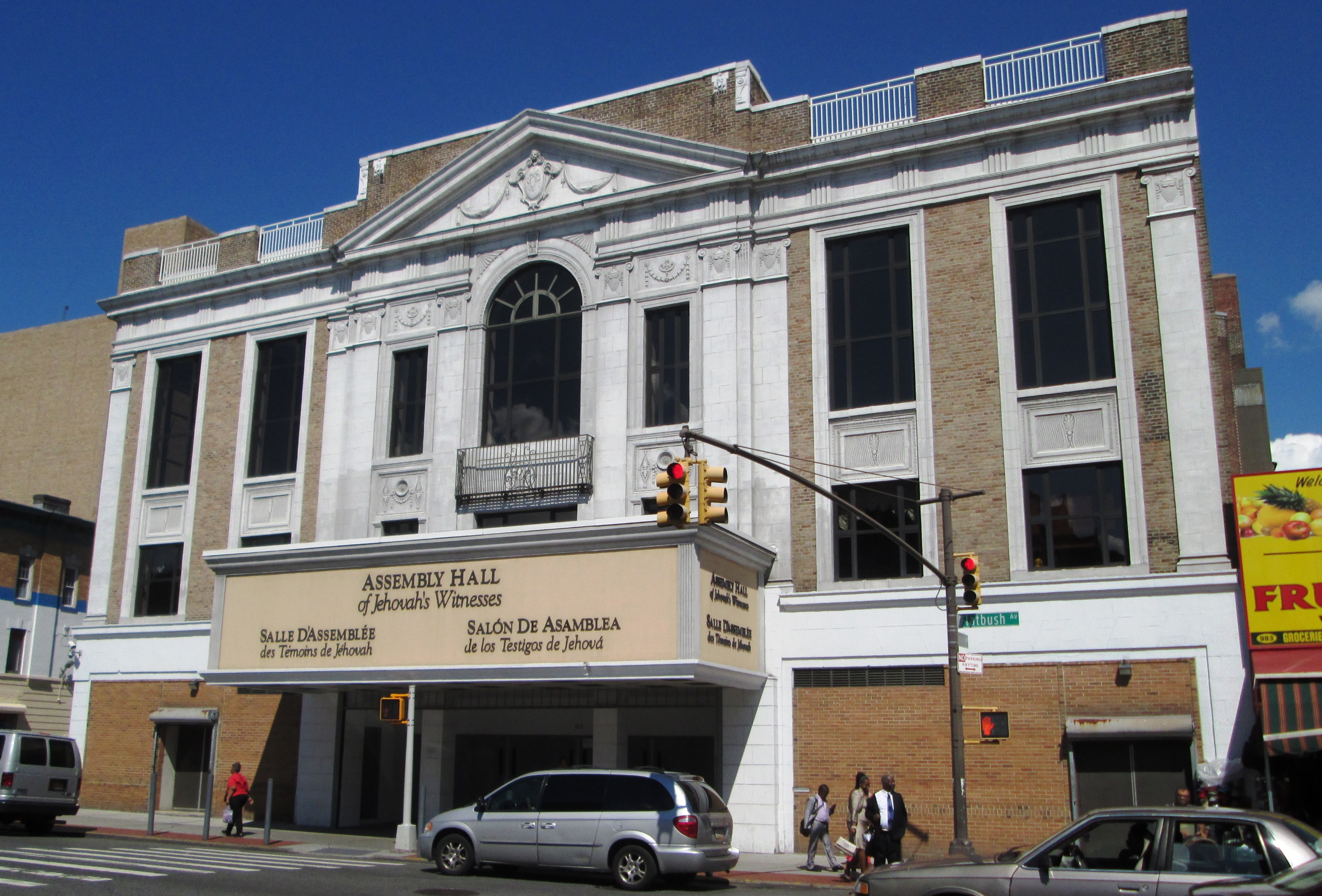
Jedna z Sal Zgromadzeń w Nowym Jorku

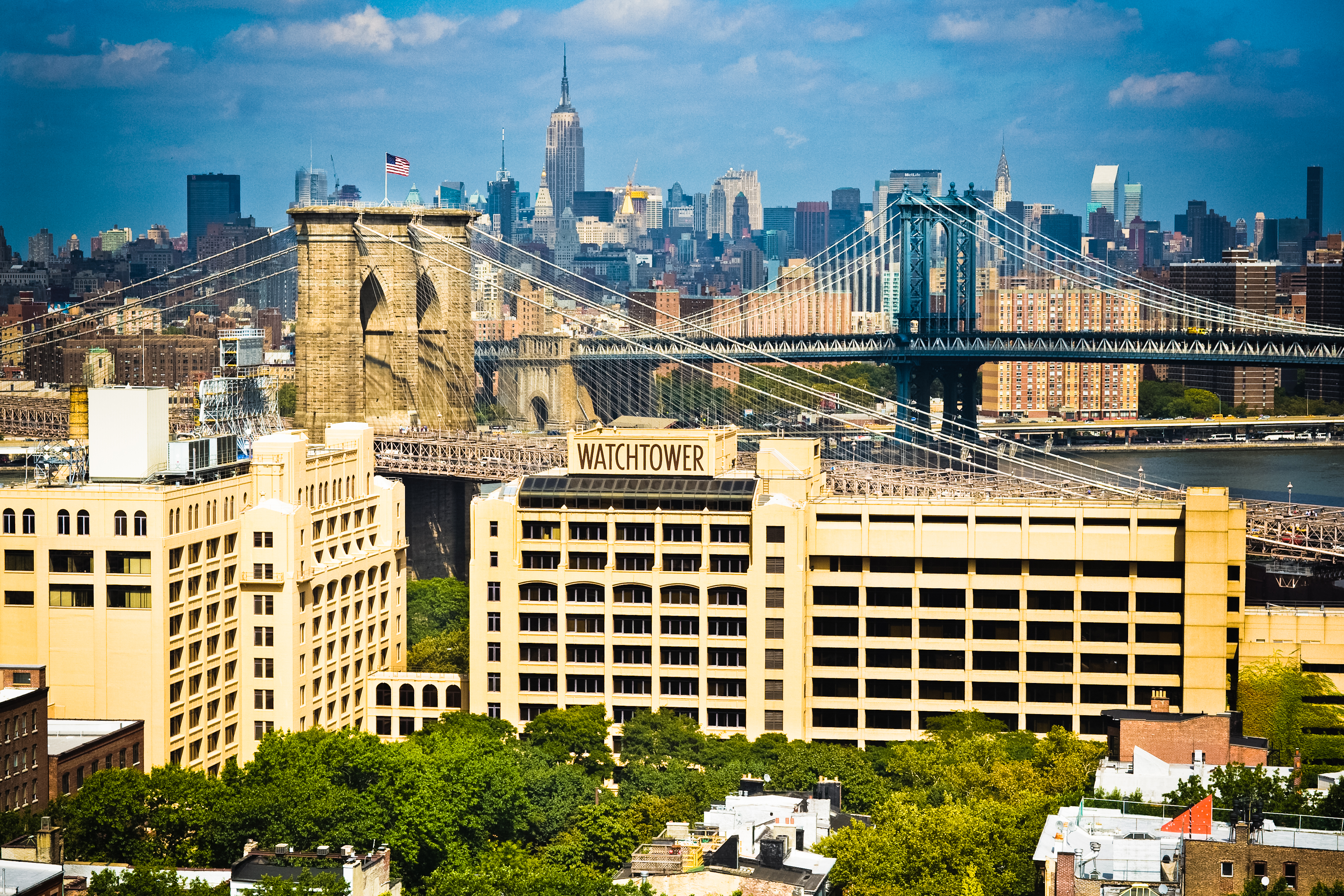
Biuro Główne Świadków Jehowy w Nowym Jorku (do sierpnia 2016 r.)

#### Budowa obiektów
Do roku 1983 w Stanach Zjednoczonych i Kanadzie wybudowano metodą szybkościową (w ciągu kilku dni) około 200 Sal Królestwa.
W 1994 roku otwarto pierwsze budynki w Centrum Szkoleniowym Towarzystwa Strażnica w Patterson w Stanach Zjednoczonych (stan Nowy Jork).
W lipcu 2013 roku w Warwick, w amerykańskim stanie Nowy Jork, rozpoczęto budowę obiektów nowego Biura Głównego Świadków Jehowy (poprzednio w dzielnicy Nowego Jorku: Brooklyn), ukończoną 31 sierpnia 2016 roku. Drukarnia w Wallkill drukuje rocznie przeszło 25 milionów egzemplarzy publikacji, a na tamtejszych Farmach Strażnicy wolontariusze produkują żywność dla członków rodziny Betel. W roku 2013 w Stanach Zjednoczonych działało 137 Regionalnych Komitetów Budowlanych, a do współpracy z nimi było zgłoszonych około 230 000 ochotników. RKB rocznie pomagały budować około 75 nowych Sal Królestwa i remontować około 900. W latach 1962–2013 liczba głosicieli wzrosła z 289 135 do 1 203 642.
5 października 2019 roku na dorocznym spotkaniu statutowym „Pensylwańskiego Towarzystwa Biblijnego i Traktatowego – Strażnica” poinformowano o przygotowaniach do budowy centrum audio-wideo. Powierzchnia projektowanego kompleksu przy 155 Sterling Mine Road w Ramapo koło Warwick wynosi ponad 100 hektarów. Oprócz zakładu produkcyjnego w kompleksie budynków znajdą się również biura, obiekty mieszkalne, parking podziemny i centrum dla zwiedzających. Nowe studio filmowe przyczyni się do zwiększonej produkcji opartych na Biblii programów audiowizualnych. Planuje się, że będzie w nim pracować i mieszkać około 1000 wolontariuszy. Rozpoczęcie budowy planowane jest na 2022 rok, a po jej zakończeniu w grudniu 2026 roku, niektóre prace realizowane obecnie w obiektach w Patterson zostaną przeniesione do tego kompleksu.

#### Zwycięstwa prawne
28 marca 1938 roku Sąd Najwyższy Stanów Zjednoczonych uznał za nieważne rozporządzenie, wymagające uzyskania przez Świadków Jehowy pozwolenia na rozprowadzanie literatury biblijnej, a 20 maja 1940 po raz pierwszy orzekł, że gwarancje zamieszczone w Pierwszej Poprawce do Konstytucji, dotyczące wolności wyznania, muszą być uznawane także przez władze stanowe i miejskie, i że działalność Świadków Jehowy nie zakłóca spokoju.
W roku 1941 dzieci Świadków Jehowy wyrzucano ze szkół za odmowę pozdrawiania sztandaru. 14 czerwca 1943 roku (w państwowym Dniu Flagi) Sąd Najwyższy, rozpatrując sprawę Wydział Oświaty Stanu Wirginia Zachodnia przeciw Barnette, unieważnił swoje orzeczenie z 3 czerwca 1940 roku w sprawie Okręg Szkolny Minersville przeciw Gobitis i zezwolił dzieciom będącym Świadkami Jehowy powrócić do szkół.
Korzystne orzeczenie Sądu Najwyższego Stanów Zjednoczonych z roku 1950 wobec Anthony’ego Sicurelli, Świadka Jehowy odmawiającego pełnienia służby wojskowej ze względu na przekonania, stało się precedensem, który pomógł innym obdżektorom w Stanach Zjednoczonych.
30 listopada 1953 roku Sąd Najwyższy orzekł, że wykonywanie pracy zawodowej nie pozbawia pionierów prawa do zwolnienia z obowiązkowej służby wojskowej.
W latach 1919–1988 do Sądu Najwyższego Stanów Zjednoczonych trafiły petycje i odwołania w 138 sprawach dotyczących Świadków Jehowy. Spośród nich 130 złożyli oni sami, a 8 ich oskarżyciele. W 67 wypadkach Sąd Najwyższy odmówił rozpatrzenia sprawy, ponieważ jego zdaniem nie zostały podniesione żadne ważne kwestie związane z konstytucją federalną bądź ustawami federalnymi. Do roku 2015 w 50 rozpatrzonych sprawach zapadły decyzje pomyślne dla Świadków Jehowy.
31 sierpnia 1972 roku Sąd Apelacyjny Dystryktu Kolumbii orzekł, że stan jest zobowiązany uwzględniać świadomą decyzję osoby dorosłej o odmowie transfuzji.
30 października 1985 roku Sąd Najwyższy stanu Missisipi orzekł, że prawo do leczenia bez krwi podlega ochronie na mocy prawa do prywatności i wolności wyznania.
15 kwietnia 1992 roku Sąd Najwyższy Ohio orzekł, że sąd niższej instancji nie ma prawa ograniczać praw rodzicielskich rodzicowi z powodu wyznawanej przez niego religii.
17 czerwca 2002 roku Sąd Najwyższy Stanów Zjednoczonych zwrócił uwagę na wyjaśnienia Świadków Jehowy, że „do głoszenia upoważnia ich Pismo Święte”.

#### Akcje pomocy
W ciągu minionych lat zorganizowano kilka wielkich akcji pomocy humanitarnej w kraju i zagranicą dla poszkodowanych przez klęski żywiołowe lub wojny (m.in.: 1946 – Niemcy; 1986, 1992 i 2004 – Floryda i Kalifornia; 2001 – Teksas; 2004 południowo-wschodnie stany; 2011 – Missouri).
Wskutek zamachu z 11 września 2001 zginęło co najmniej 14 Świadków Jehowy, którzy znajdowali się w miejscu tragedii lub w pobliżu. W ciągu pierwszych dwóch dni po tragedii około 70 osób znalazło schronienie w światowym ośrodku działalności Świadków Jehowy. Niektórzy stracili pokoje w hotelach i bagaże, więc zapewniono im nocleg, dostarczono ubrania i jedzenie. Co ważniejsze, zadbano też o potrzeby emocjonalne poszkodowanych – wsparcia udzielali im doświadczeni chrześcijańscy starsi. Świadkowie Jehowy wysłali przydatny sprzęt i zaopatrzenie dla ekip ratowniczych, pracujących w samym centrum zniszczeń, zwanym strefą zero. Udostępniono też środki transportu, którymi część strażaków docierała na miejsce katastrofy. Starsi ze zborów na Manhattanie otrzymali zgodę na przebywanie w strefie zero, aby mogli rozmawiać z ratownikami i ich pocieszać.
Po huraganie Katrina w 2005 roku w ciągu 2 lat Świadkowie odbudowali ponad 90 Sal Królestwa i 5500 domów.
W latach 2012–2013 zorganizowano pomoc dla poszkodowanych przez huragan Sandy, powódź w Kolorado, tornado w Oklahomie.
Wiosną 2014 roku zorganizowano pomoc humanitarną dla poszkodowanych przez tornada i lawiny błotne.
W październiku 2016 roku zorganizowano pomoc humanitarną dla poszkodowanych przez huragan Matthew.
W 2017 roku zorganizowano pomoc humanitarną dla poszkodowanych przez huragan Harvey oraz huragan Irma. W grudniu 2017 roku, w lipcu i listopadzie 2018 roku oraz w sierpniu 2021 roku zorganizowano pomoc humanitarną dla poszkodowanych przez pożary w Kalifornii, w październiku 2018 roku dla poszkodowanych przez huragan Michael, w lutym 2018 roku dla poszkodowanych przez powodzie, a w grudniu 2018 roku dla poszkodowanych przez trzęsienie ziemi na Alasce.
W marcu i czerwcu 2019 roku zorganizowano pomoc humanitarną dla poszkodowanych przez tornada i powodzie, w lipcu przez wichury i powodzie oraz trzęsienie ziemi i burze tropikalne, we wrześniu przez sztorm tropikalny, a jesienią 2019 roku przez pożary lasów.
W styczniu i kwietniu 2020 roku oraz w grudniu 2021 roku zorganizowano pomoc humanitarną dla poszkodowanych przez tornada, w sierpniu 2020 roku przez huragan Hanna, huragan Isaias i burze, we wrześniu 2020 roku przez huragan Sally, huragan Laura oraz pożary, w październiku 2020 roku przez huragan Zeta i huragan Delta, w lutym 2021 roku przez burzę śnieżną Uri, w sierpniu przez powodzie oraz huragan Ida, we wrześniu 2022 roku przez huragan Ian, w styczniu 2023 roku przez burze śnieżne i ulewne deszcze, w sierpniu 2023 roku przez pożary na Hawajach, we wrześniu 2024 roku przez huragan Helene, a w październiku 2024 roku przez huragan Milton.

### Komitet Oddziału
1 kwietnia 2001 roku w Stanach Zjednoczonych utworzono Komitet Oddziału, w którym znaleźli się: John Kikot, Max H. Larson, George Couch, Maxwell Lloyd, Baltasar Perla, Harold Corkern, Leon Weaver, William Van De Wall, John Larson i Ralph Walls.
Amerykańskie Biuro Oddziału w Wallkill nadzoruje działalność w Stanach Zjednoczonych, a także na terenie Anguilli, Antigui i Barbudy, Aruby, Bahamów, Barbadosu, Bermudów, Bonaire, Brytyjskich Wysp Dziewiczych, Curaçao, Dominiki, Grenady, Jamajki, Kajmanów, Montserratu, Portoryko, Saby, Saint Kitts i Nevis, Saint Lucia, Saint Vincent i Grenadynów, Sint Eustatius, Sint Maarten, Turks i Caicos oraz Wysp Dziewiczych Stanów Zjednoczonych. Wspiera również prace Biura Głównego.
Świadkowie Jehowy w Stanach Zjednoczonych posiadają 47 Sal Zgromadzeń, w tym z Centrum Kongresowego w West Palm Beach w stanie Floryda oraz 5596 Sal Królestwa.

### Zbory polskojęzyczne w Stanach Zjednoczonych

#### Historia
W roku 1891 kolporter Badaczy Pisma Świętego Constantine Antoszewski, mieszkający wówczas w Chicago, udostępniał publikacje Towarzystwa Strażnica emigrantom. Zapoznał on z publikacjami Towarzystwa Strażnica Hipolita Oleszyńskiego. W 1892 roku Antoszewski powrócił do ojczyzny. H. Oleszyński przyjął chrzest w sierpniu 1893 roku na pierwszej Konwencji Generalnej Stowarzyszenia Badaczy Pisma Świętego w Chicago. W 1895 roku Oleszyński na krótko przyjechał do Polski, by członków rodziny i znajomych zapoznać z wierzeniami Badaczy Pisma Świętego. W 1896 roku H. Oleszyński założył polskojęzyczny zbór w Chicago, który początkowo liczył 5 członków, a rok później już 22.

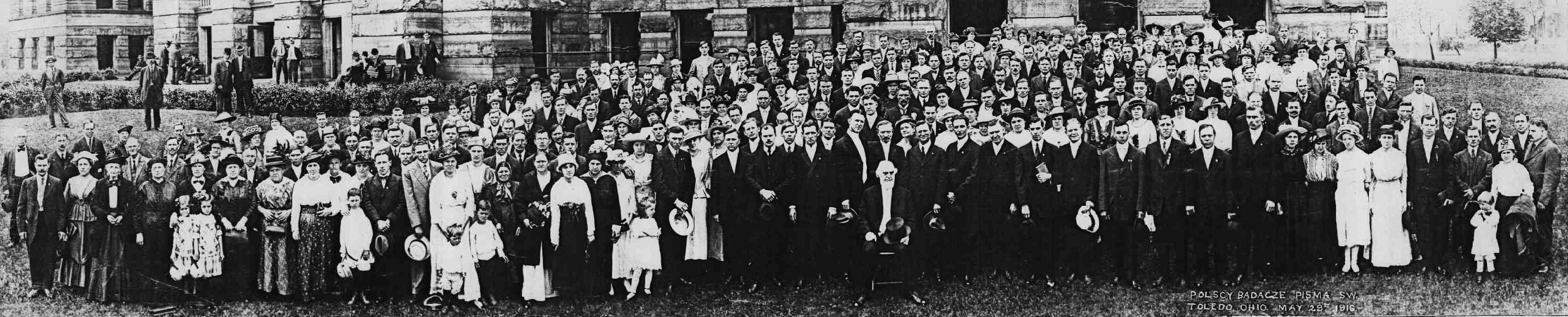
Zgromadzenie polskich Badaczy Pisma Świętego. Toledo 29 maja 1916

Wśród obcojęzycznych grup wyznawców działających wówczas w Stanach Zjednoczonych, grupy polskojęzyczne należały do najliczniejszych i najaktywniejszych. Co najmniej od roku 1904 wydaje się publikacje w języku polskim, najpierw były to traktaty i ulotki przeznaczone do bezpłatnego rozpowszechniania, a od roku 1907 kolejne, także skrócone wydanie I tomu Wykładów Pisma Świętego. W roku 1911 zbór polskojęzyczny w Chicago liczył około 200 członków. Powstały również duże zbory w Detroit, Buffalo, Cleveland, Toledo i innych miejscowościach. 31 sierpnia i 1 września 1913 roku w Kenosha odbyło się niewielkie zgromadzenie w języku polskim, na którym 12 osób przyjęło chrzest. W roku 1915 regularnie co miesiąc wydawano „Strażnicę” w języku polskim. 29 maja 1916 roku w Toledo, odbyło się zgromadzenie polskojęzycznych współwyznawców, na którym był obecny C.T. Russell. Polskimi mówcami byli: Hipolit Oleszyński, Czesław Kasprzykowski, W.S. Kołomyjski, W. Szczudło, Józef Krett i Fr. Szarek. W zgromadzeniu tym uczestniczyło około 300–400 osób. 1–4 lipca odbyła się druga w tym sezonie polska konwencja w Chicago. Wielu z uczestników tych zgromadzeń powróciło później do Polski, aby prowadzić działalność kaznodziejską wśród rodaków.
W początkach roku 1919 utworzono odrębną korporację prawną w celu obsługiwania zborów polskojęzycznych. Zarejestrowana została w Detroit, w stanie Michigan, jako: Strażnica – Towarzystwo Biblijne i Broszur – działała jako filia amerykańskiego Towarzystwa Strażnica. W skład Komitetu Wykonawczego wchodzili: A.A. Backiel, Czesław Kasprzykowski, W.S. Kołomyjski i Mikołaj M. Kostyn, zaś zarząd korporacji stanowili: S. Bończak, M. Job, M.M. Kostyn, Cz. Kasprzykowski, Ludwik Kuźma, W.S. Kołomyjski i W. Świętek. W roku 1920 zbory polskojęzyczne odwiedzało 10 wykładowców, zwanych wówczas pielgrzymami. Wygłosili oni 622 wykłady publiczne, których wysłuchało 211 692 osoby. Działało też 36 polskich kolporterów.
Od 1 stycznia 1919 roku „Strażnica” w języku polskim wychodziła już jako dwutygodnik. W roku 1921 wydano po polsku nowy śpiewnik. W tym samym roku rozpowszechniono 45 545 egzemplarzy broszur w języku polskim. W roku 1921 na dorocznej uroczystości Wieczerzy Pańskiej, obchodzonej w Stanach Zjednoczonych w języku polskim w 65 miejscowościach, zebrały się 2942 osoby. Pamiątkę obchodzono w 73 polskojęzycznych zborach. W maju 1921 roku biuro oddziału polskiego przeniesiono do Nowego Jorku, a w lipcu 1921 roku polski oddział został wcielony do korporacji amerykańskiej. Na początku lat 20. XX wieku ze Stanów Zjednoczonych powrócił do Polski Jan Kusina, który szybko zorganizował w Krakowie grupkę wyznawców. Do Krakowa powrócił też niejaki Winiarz oraz Franciszek Puchała, który krzewił to wyznanie w mieście i głównie na terenie na wschód od Krakowa. Na jakiś czas przyjechał także do Polski Józef Krett, który w Stanach Zjednoczonych składał wizyty w zborach jako pielgrzym (obecnie nadzorca obwodu). Oprócz Warszawy odwiedził również Kraków. W roku 1923 największe skupiska wyznawców i zainteresowanych polskojęzycznych były (według liczby obecnych na Pamiątce) w Nowym Jorku – 906, w Los Angeles – 850 i w Chicago – 675 osób. W roku 1927 przybył do Polski inny przedstawiciel Towarzystwa Strażnica – Ludwik Kuźma, który od kilku lat odwiedzał, w charakterze pielgrzyma, zbory polskojęzyczne w Stanach Zjednoczonych.

#### Zbory
Na terenie Stanów Zjednoczonych działa 7 zborów polskojęzycznych (Chicago, Nowy Jork, Clark (k. New Jersey), New Britain, Palatine (k. Chicago), Sarasota i St. Petersburg (Floryda)). Do 2020 roku działało również 10 grup polskojęzycznych (Arvada (k. Denver), Charlotte, Chicopee, Carrollton, Madison Heights, Milwaukee, Mount Pocono, Phoenix, Warminster, Webster). Zbory polskojęzyczne należą do obwodu polskojęzycznego: NY-51-P.

#### Kongresy regionalne i zgromadzenia obwodowe
Kongresy regionalne w języku polskim odbywają się w Sali Zgromadzeń w Plant City (poprzednio w Romeoville k. Chicago, w roku 2017 kongres regionalny w języku polskim odbył się w Sali Zgromadzeń na nowojorskim Brooklynie). Zgromadzenia obwodowe w języku polskim odbywają się w Sali Zgromadzeń w Romeoville oraz w Greenpoint.

## Świadkowie Jehowy na terytoriach zależnych Stanów Zjednoczonych

### Świadkowie Jehowy na wyspie Guam
Świadkowie Jehowy na wyspie Guam – społeczność wyznaniowa na Guam, należąca do ogólnoświatowej wspólnoty Świadków Jehowy, licząca w 2023 roku 709 głosicieli, należących do 9 zborów. W 2023 roku na dorocznej uroczystości Wieczerzy Pańskiej zgromadziły się 1622 osoby. Działalność miejscowych głosicieli koordynuje Biuro Oddziału w Barrigada.

#### Historia
Działalność rozpoczęli w roku 1948 Świadkowie Jehowy z Filipin, którzy pracowali na wyspie. W grudniu 1951 roku zorganizowali pierwszy zbór, ale w roku 1954 ich firma upadła i wszyscy z wyjątkiem Tony’ego Salcedo musieli opuścić Guam. Pierwsi misjonarze Szkoły Gilead – Virginia i Sam Wigerowie przyjechali w roku 1954. W roku 1955 otwarto Salę Królestwa, z której korzystał zbór liczący 15 głosicieli. W 1960 roku na wyspę przybył Merle Lowmaster. Dwa lata później zorganizowano pomoc humanitarną, dla poszkodowanych przez tajfun Karen. W roku 1964 otwarto nową Salę Królestwa, a wyspę odwiedził Nathan H. Knorr. Cztery lata później przybyli kolejni misjonarze, dla których otwarto dom misjonarski. W 1976 roku zorganizowano pomoc humanitarną dla poszkodowanych przez tajfun Pamela. W tym samym roku otwarto Biuro Oddziału i nową Salę Królestwa przy ulicy Jehowy (Jehovah Street); na wyspie działało wówczas 120 głosicieli. W 1995 roku powiększono Biuro Oddziału wraz z drukarnią. W roku 2015 osiągnięto liczbę 790 głosicieli. Wiosną 2015 roku Świadkowie Jehowy z wyspy Guam brali udział w pomocy humanitarnej dla poszkodowanych przez tajfun współwyznawców na wyspie Chuuk. W maju 2023 roku zorganizowano pomoc humanitarną dla poszkodowanych przez tajfun Mawar. Zebrania zborowe i kongresy odbywają się w języku angielskim, amerykańskim migowym, chińskim, ilokańskim, japońskim, koreańskim, ponapeańskim, tagalskim i truk. W miejscowym Biurze Oddziału literatura biblijna tłumaczona jest na sześć języków mikronezyjskich: japski, kosrae, marszalski, palauański, ponapeański i truk.

### Świadkowie Jehowy na Marianach Północnych
Świadkowie Jehowy na Marianach Północnych – społeczność wyznaniowa na Marianach Północnych, należąca do ogólnoświatowej wspólnoty Świadków Jehowy, licząca w 2023 roku 237 głosicieli w 4 zborach. Na uroczystości Wieczerzy Pańskiej zgromadziło się 578 osób. Na Saipanie – 220 głosicieli w 3 zborach, 529 osób zgromadziło się na uroczystości Wieczerzy Pańskiej; na wyspie Rota – 7 głosicieli, na uroczystości Wieczerzy Pańskiej zgromadziło się 16 osób; na wyspie Tinian – 10 głosicieli, 1 zbór, 33 osoby zgromadziły się na uroczystości Wieczerzy Pańskiej. Biuro Oddziału znajduje się w Barrigada na wyspie Guam.

#### Historia
W 1960 roku na wyspie Saipan działalność kaznodziejską rozpoczął Merle Lowmaster. W 1962 roku na wyspę przybyło małżeństwo misjonarzy – Kay i Ernest Manionowie. Głosili do 1966 roku. Zastąpili ich Sharon i Robert Livingstone’owie. W roku 1970 podjęto regularną działalność kaznodziejską, mimo sprzeciwu miejscowych duchownych katolickich. Jedenaście lat później skierowano na tę wyspę małżeństwo pionierów specjalnych. W roku 1991 na Saipanie w Gualo Rai otwarto Salę Królestwa na 350 miejsc, w której zgromadzają się teraz dwa duże zbory angielskojęzyczne oraz grupa tagalskojęzyczna, chińskojęzyczna, koreańskojęzyczna, amerykańskiego języka migowego i języka truk. W roku 1992 na Tinian przybyli Lee i Robert Moreaux. Po dwóch latach powstał na tej wyspie zbór, składający się z 24 głosicieli. Na Tinianie znajduje się dom misjonarski i Sala Królestwa w San Jose. Na wyspie Rota Sala Królestwa znajduje się w Songsong. Na Saipanie Świadkowie Jehowy prowadzą działalność ewangelizacyjną w przeszło 20 językach. W roku 2011 zanotowano liczbę 292 głosicieli, a w roku 2017 na uroczystości Wieczerzy Pańskiej obecnych było 805 osób. W październiku 2018 roku zorganizowano pomoc humanitarną dla poszkodowanych przez supertajfun Yutu.

### Świadkowie Jehowy w Samoa Amerykańskim
Świadkowie Jehowy w Samoa Amerykańskim – społeczność wyznaniowa w Samoa Amerykańskim, należąca do ogólnoświatowej wspólnoty Świadków Jehowy, licząca w 2023 roku 140 głosicieli, należących do 3 zborów. W 2023 roku na dorocznej uroczystości Wieczerzy Pańskiej zgromadziło się 568 osób. Działalność miejscowych głosicieli koordynuje australijskie Biuro Oddziału.

#### Historia
W 1938 roku na wyspach zatrzymał się w Pago Pago Joseph Franklin Rutherford, który wraz z innymi współwyznawcami rozpowszechniał publikacje religijne. W 1940 roku działalność kaznodziejską na wyspie podjął pionier Harold Gill. 5 stycznia 1954 roku regularną działalność kaznodziejską podjął głosiciel z Australii Ron Sellars z żoną Dolly. 4 lutego tego samego roku do Samoa Amerykańskiego przybyło 4 misjonarzy Szkoły Gilead. W pierwszej dekadzie XXI wieku wielu Świadków Jehowy opuściło wyspy i w 2016 roku liczba głosicieli wyniosła około 210 osób. Zebrania zborowe odbywają się w językach: samoańskim, angielskim i tagalskim.

### Świadkowie Jehowy na Wyspach Dziewiczych Stanów Zjednoczonych
Świadkowie Jehowy na Wyspach Dziewiczych Stanów Zjednoczonych – społeczność wyznaniowa na Wyspach Dziewiczych Stanów Zjednoczonych, należąca do ogólnoświatowej wspólnoty Świadków Jehowy, licząca w 2023 roku 536 głosicieli, należących do 8 zborów. W 2023 roku na dorocznej uroczystości Wieczerzy Pańskiej zgromadziło się 1355 osób. Działalność miejscowych głosicieli koordynuje amerykańskie Biuro Oddziału.

#### Historia
Działalność na wyspach zapoczątkowali w roku 1947 Ted i Doris Kleinowie, misjonarze ze Szkoły Gilead. W roku 1948 inni misjonarze tej szkoły z łodzi Sibia rozpoczęli regularną działalność misyjną na różnych wyspach archipelagu. Dwóch misjonarzy działało na Saint Croix i trzech na Saint Thomas. Liczba głosicieli wzrosła z 17 w roku 1947 do 32 w następnym roku. W grudniu 1950 roku w Charlotte Amalie zorganizowano kongres pod hasłem „Rozrost Teokracji” z udziałem Nathana H. Knorra. W kolejnych latach nastąpił dalszy wzrost liczby głosicieli, wybudowano Sale Królestwa, powstawały nowe zbory. W roku 2011 zanotowano liczbę 685 głosicieli, a na doroczną uroczystość Wieczerzy Pańskiej przybyło 1945 osób. We wrześniu 2017 roku zorganizowano pomoc humanitarną dla poszkodowanych przez huragan Irma. Sala Zgromadzeń znajduje się w miejscowości Frederiksted, a Sale Królestwa w Christiansted, Charlotte Amalie West, Cruz Bay oraz Frederiksted, w których zebrania odbywają się w językach: angielskim, hiszpańskim, lokalnym kreolskim i amerykańskim migowym.